# Agapetus agtuuganonis
Agapetus agtuuganonis is een schietmot uit de familie Glossosomatidae. De soort komt voor in het Palearctisch gebied.